# Сулейманкёйская надпись
Сулейманкёйская надпись (болг. Сюлейманкьойски надпис) — эпиграфический памятник времён Первого Болгарского царства. Найден возле села Сечиште (бывший Сулейманкёй). Надпись содержит условия заключённого зимой 815/816 года Тридцатилетнего мирного договора между ханом Болгарии Омуртагом и императором Византии Львом V Армянинином. Договор завершил болгаро-византийскую войну 807—815 годов. О нём сообщается также в трудах византийских историков: Продолжателя Феофана, Иосифа Генезия, Георгия Кедрина, Иоанна Зонары и Игнатия Диакона.
Сулейманкёйская надпись была высечена по приказу Омуртага вскоре после подписания болгаро-византийского договора. Она была сделана на мраморной стеле, установленной в ханском дворце в тогдашней столице Болгарии Плиске. Стела сохранилась не полностью: утрачены её верх и низ, а оставшаяся часть расколота надвое. В настоящее время высота этого артефакта 1 метр 45 сантиметров, ширина — 81 сантиметр, а толщина — 48 сантиметров. Какая была первоначальная высота стелы — неизвестно. Сейчас она является одним из экспонатов Национального археологического института и музея в Софии.
Язык Сулейманкёйской надписи — среднегреческий, буквы — также греческие. Использование в надписях дипломатического характера греческого языка — обычная практика для Болгарии VIII—IX веков. Об этом свидетельствует несколько фрагментов других договоров, заключённых в то время болгарскими правителями с византийскими императорами. Возможно, стелы с подобными договорами стояли в болгарской столице и составляли особый вид государственного архива под открытым небом.
От обширной Сулейманкёйской надписи, первоначально находившейся на стеле, сохранилась только небольшая часть: 17 строк. Скорее всего, в утраченной верхней части находилась преамбула, возможно, схожая в формулировках с русско-византийским договором 944 года. В ней сообщалось кем, где и когда было заключено мирное соглашение.
В Сулейманкёйской надписи сообщается, что всего в болгаро-византийском договоре было 11 статей. Из сохранившегося текста следует, что в нём описывались только обязательства, взятые на себя императором Львом V Армянином. Включала ли Сулейманкёйская надпись и часть обязательную к выполнению Омуртагом — неизвестно. Частично сохранился только текст четырёх статей. В первой из них подробно описывалась новая граница между Болгарией и Византией от Дебелта на востоке до неидентифицированной горы где-то в Стара-Планине. Также указывалось, что к владениям Омуртага присоединялись территории в расположенной к югу и юго-востоку от прежней границы византийской Фракии. Однако бо́льшая часть захваченных ханом Крумом во время войны 807—815 года городов и крепостей оставалась под властью Льва V Армянина. Неизменной оставалась и граница к западу от Стара-Планины. Во второй статье рассматривались условия контроля хана и императора над жившими во Фракии и на побережье Чёрного моря славянами. В третьей статье описывался обмен пленными, условия которого были значительно более благоприятны для болгар, чем византийцев. В четвёртой статье, от которой сохранились только несколько слов, речь шла о судьбе перебежчиков высокого ранга (стратигов).

## Издания Сулейманкёйской надписи
- Бешевлиев В. Прабългарски епиграфски паметници. — София, 1981. — С. 104.
- Български надписи на гръцки език. Надпис 41 (болг.). mandara.narod.ru. Дата обращения: 30 августа 2021.